# Великий Дух

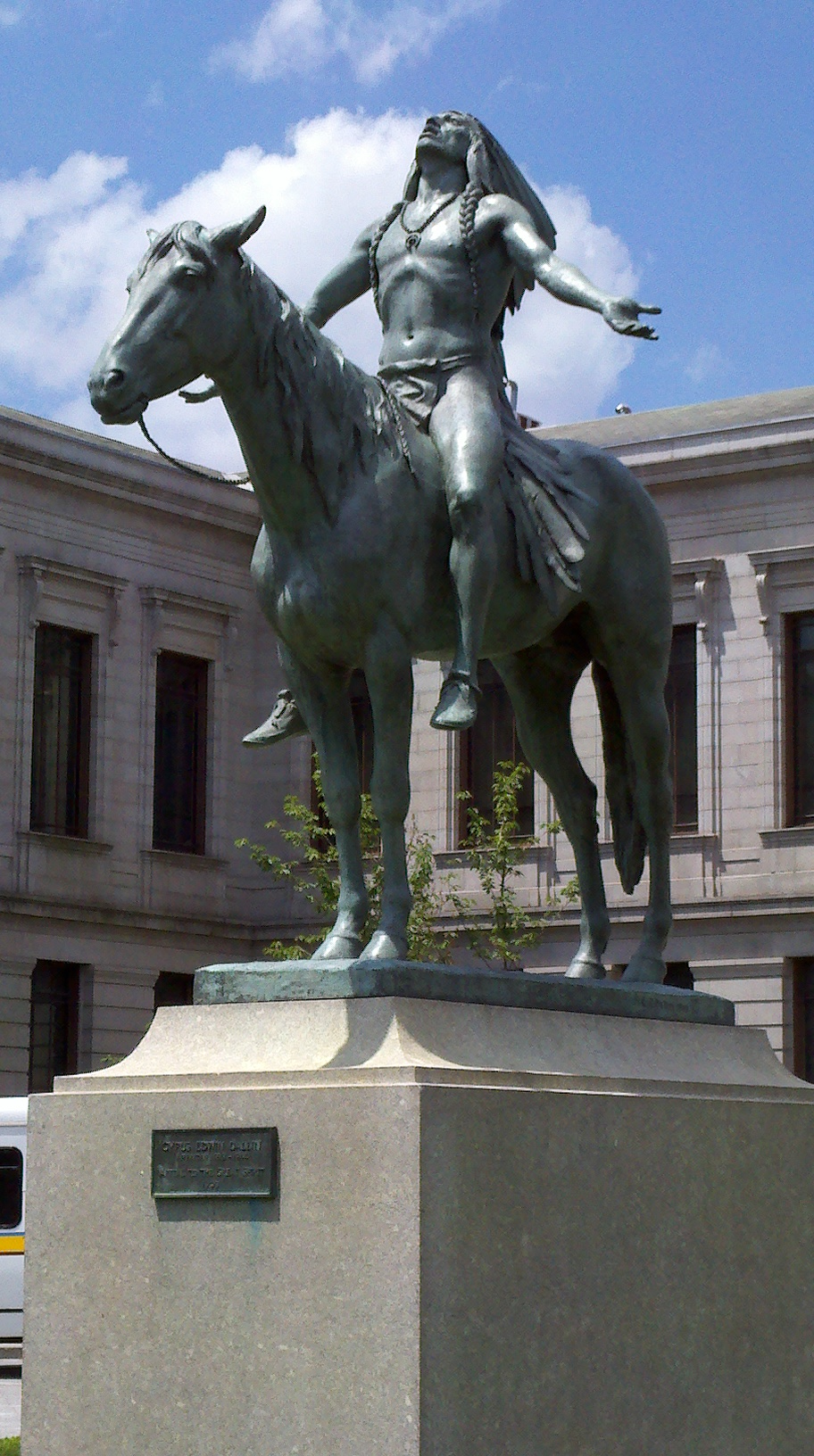
«Обращение к Великому Духу» (скульптор — Сайрус Дайлин, 1909)

Великий Дух (англ. Great Spirit) — высшее божество в мифологии индейских племён Северной Америки. В мифах играет роль создателя мира и людей. Как правило, представляется нематериальным существом, но в некоторых мифологиях может принимать форму человека, животного, ветра, солнца.
В некоторых мифологиях Великий Дух представляется парными объектами, например, близнецами или мужем и женой. Двойственная форма помогает объяснять существование добра и зла или рождение людей Праматерью.
В мифах о сотворении мира Великий Дух может пользоваться помощью различных животных. Например, в мифологии кроу по его приказу утки достают со дна океана корень и землю, из которых Великий Дух создаёт континент с растениями и животными. Другой распространённый персонаж индейской мифологии, койот, часто служит посланником Великого Духа либо отождествляется с ним, как в мифологии кроу (по другим данным, койот служит всего лишь подменой Великого Духа, чьё имя слишком священно, чтобы произносить вслух).
Мифы делаваров отводят Великому Духу место вождя других духов, помогающим людям в повседневной жизни, при этом сам Великий Дух напрямую в жизнь людей не вмешивается. Сиу считают его жизненной силой, наполняющей и объединяющий всех живых существ: людей, животных и растения.
С появлением европейцев, принесших на континент христианство, мифы индейцев претерпели изменения. При содействии миссионеров некоторые племена связали воедино концепцию Великого Духа и Святого Духа. Другие, уже вопреки желанию христианских священников, не позволявших отождествлять языческие божества с христианским Богом, наделили Великого Духа чертами Иисуса Христа: рождением от девственницы, двенадцатью учениками и борьбой со злом[стиль]. А по представлениям сиу Великий Дух воспротивился религии белых людей и потребовал от индейцев придерживаться собственных верований. Положительнойстороной религиозной ассимиляции стала возможность в определённой мере сохранить индейские традиции и мифологию.

## Имена Великого Духа
Индейские народы по-разному называли Великого Духа. Некоторые использовали для него сразу несколько имён. Одними из распространённых были имена, на языке племени означавшие Старик, Человек-Наверху и Всеотец.
- Авонавилона — у зуни;
- Вакан-Танка — у сиу[1];
- Ваконда — у лакота[1];
- Гиче Маниту — у алгонкинов;
- Кишелемукон — у делаваров;
- Наги Танка — у сиу;
- Покох — у ютов;
- Таку Сканскан — у дакота;
- Эсаугету Эмисси — у маскогов.